# Indiacarus pratyushi
Genre
Espèce
Indiacarus pratyushi est une espèce d'acariens parasitiformes de la famille des Opilioacaridae, la seule du genre Indiacarus.

## Distribution
Cette espèce est endémique du Maharashtra en Inde.

## Publication originale
- Das & Bastawade, 2007 : The first report of the acarine suborder Opilioacarida from India, with description of new genus, Indiacarus, and a new species, Indiacarus pratyushi. Acarologia (Paris), vol. 47, n. 1/2, p. 3-11.